# خانم‌ها علیه ریکی باهل
خانم‌ها علیه ریکی باهل (به هندی: Ladies vs Ricky Bahl) فیلمی است محصول سال ۲۰۱۱ و به کارگردانی مانیش شارما است. در این فیلم بازیگرانی همچون رانویر سینگ، دیپانیتا شارما، پرینیتی چوپرا، آدیتی شارما، انوشکا شارما ایفای نقش کرده‌اند.